# Rua Augusta (São Paulo)
A Rua Augusta é uma via arterial da cidade de São Paulo que conecta o bairro dos Jardins a região do Centro Histórico de São Paulo. A rua é conhecida por suas lojas, boutiques e estabelecimentos de luxo na região do Jardins e por suas boates, casas noturnas, bares e vida noturna na região que parte da Avenida Paulista em direção ao Centro, passando pela região conhecida como Baixo Augusta.
A rua segue em subida a partir de seu início no entroncamento das ruas Martins Fontes, Martinho Prado e a Praça Franklin Roosevelt, até o cruzamento com a Avenida Paulista. Após cruzar a Paulista, ela se torna uma descida seguindo em direção a rua Colômbia, no Jardim Europa.
A Rua Augusta é conhecida principalmente por sua vida noturna que inclui bares, baladas e casas de shows variadas, mas também por algumas casas de prostituição, saunas e boates adultas.

## História

### Surgimento
As primeiras referências dela datam de 1875, chamando-se primeiramente Rua Maria Augusta; em 1897 já aparece como Rua Augusta. Foi parte das terras do português Mariano António Vieira, dono da Chácara do Capão desde 1880, quando abriu várias ruas no Bairro da Bela Sintra, inclusive a Rua da Real Grandeza, atual Avenida Paulista. Resolveu abrir uma trilha, pois os caminhos eram muito íngremes, para posteriormente serem instalados bondes puxados por burros, em 1890.
Apenas em 1891, com a inauguração da luz elétrica, foram movidos com eletricidade. Entre 1910 e 1912 ela foi estendida até a Rua Álvaro de Carvalho, ficando oficial em 1927. Até 1942, a Rua Martins Fontes fazia parte da Rua Augusta. Ela aos poucos virou um grande ponto de prostituição, ocasião em que foi desmembrada (Decreto Lei N.º 153). Do lado oposto, em direção aos "Jardins", o seu prolongamento até a Rua Estados Unidos foi oficializado em 1914.
O nome "Augusta": tudo leva a crer que o responsável pela sua abertura, o português Mariano Antonio Vieira, não quis homenagear uma pessoa e sim aplicar algo como um título de nobreza (ou adjetivo) ao chamá-la de "Rua Augusta". Colabora para esta versão o fato de que o mesmo Mariano, ao abrir uma "picada" no alto do Morro do Caaguaçu, chamou este logradouro de "Rua da Real Grandeza".

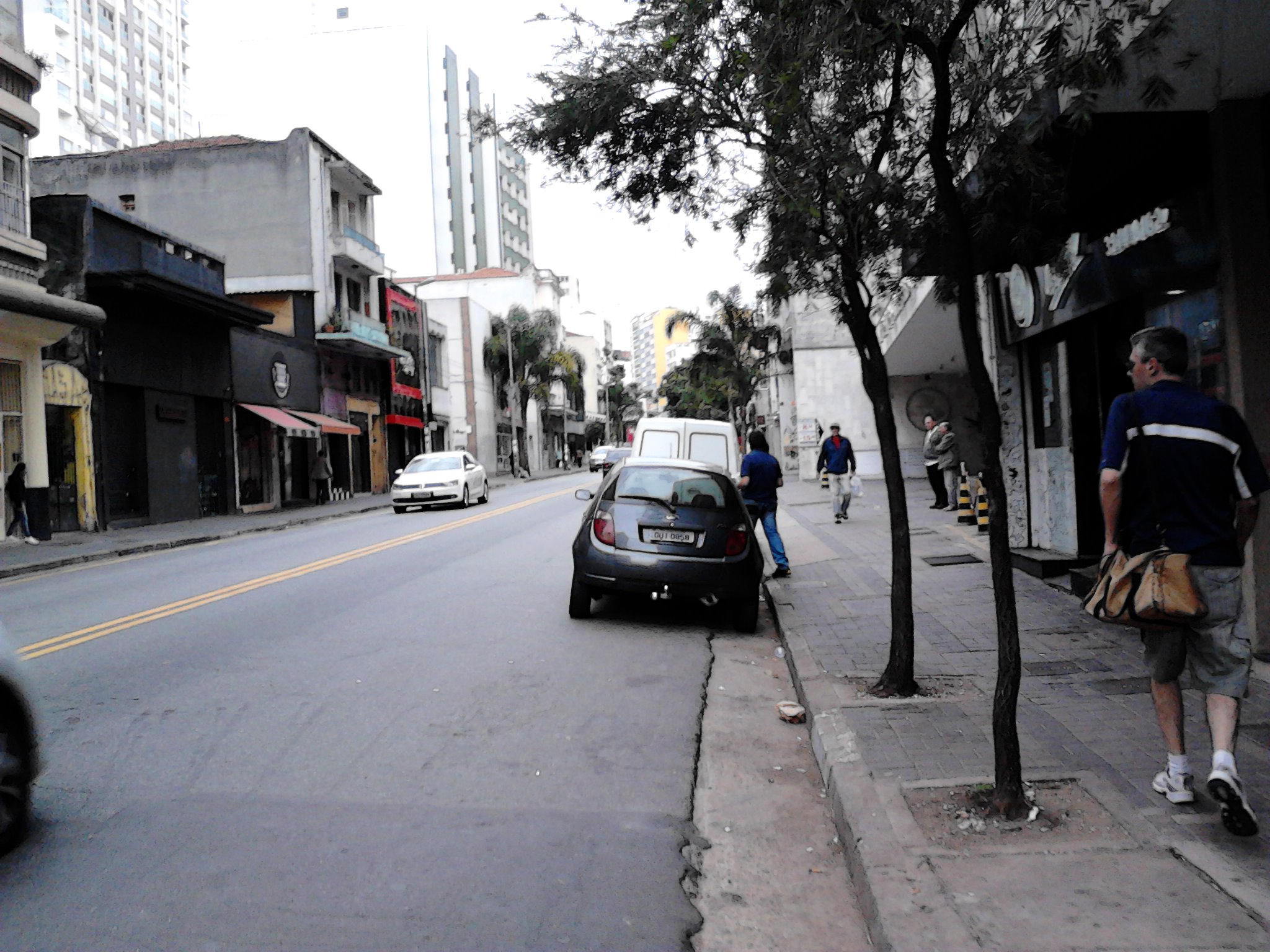
Rua Augusta, altura do número 900 no bairro da Consolação

Com o tempo, vieram os loteamentos, quando surgiram confortáveis residências e algum comércio para servi-las. Pouco a pouco começaram a surgir pequenos edifícios de moradia.
Grande parte de comércio fino de decoração se instalou na região central-ascendente, a partir da Rua Marquês de Paranaguá. As casas residenciais deram lugar ao comércio de rua. Shoppings, Galerias e Cinemas de categoria se instalaram frequentados pelas famílias e mais tarde pelos jovens que buscavam distração. Caminho certo rumo aos bairros dos Jardins e seus clubes, como o Club Athletico Paulistano, a Sociedade Harmonia de Tênis e o Esporte Clube Pinheiros.

### Década de 1960
A Rua Augusta representou para os jovens paulistanos na década de 1960 boêmia, glamour e diversão, onde eram instaladas diversas lojas e mais cinemas de categoria, como os cines Paulista, Astor, Bristol, Majestic, Marachá, Regência e outros. A canção Rua Augusta, de Ronnie Cord, lançada em 1964 foi uma espécie de hino da juventude paulistana que frequentava o logradouro nesta época. Mais tarde também seria regravada pelos Mutantes (no álbum Mutantes e Seus Cometas no País do Baurets) e por Raul Seixas.
A partir da década de 1970, começou a adaptar-se às mudanças, dado o pesado tráfego de automóveis e ônibus e a criação de inúmeras galerias e centros comerciais, aliado à falta de estacionamento. Mesmo assim, os jovens continuaram a estar por lá com suas motos, carros envenenados e muito congestionamento, principalmente, entre 1976 e 1980. Haviam muitas discotecas para acompanhar os "embalos de sábado à noite", pistas de esqui no gelo, doceiras, academias de musculação e aeróbicas.
Está sempre sendo atualizada desde aquela época, com a reforma do calçamento, decoração com vasos, retirada de uma parte dos postes de iluminação pública (que estavam obsoletos), colocação de carpete, estacionamento Zona Azul e subterrâneo e a construção de um boulevard e por fim a eliminação dos ônibus elétricos com as novas calçadas.

### Atualidade

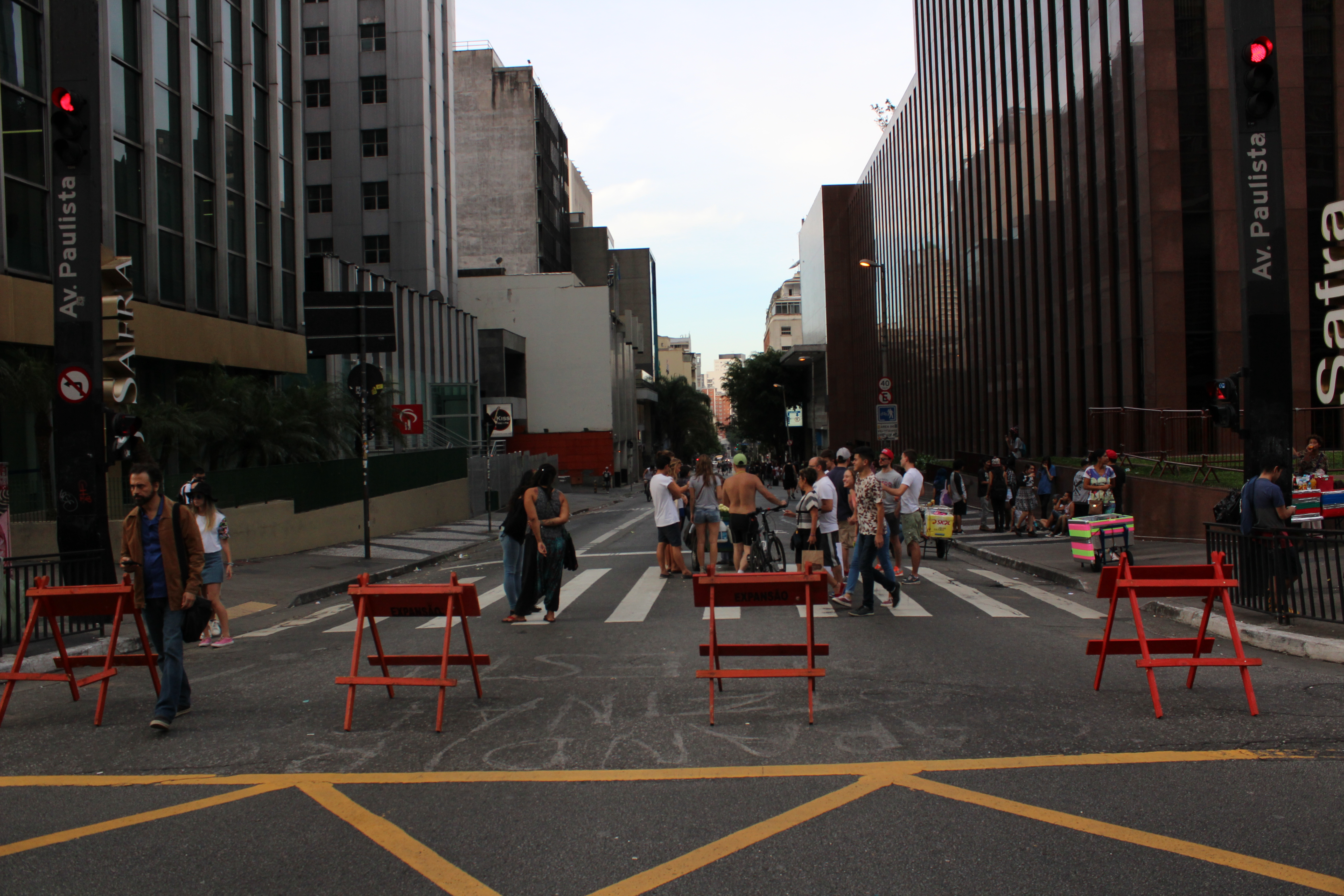
Rua Augusta, vista da Avenida Paulista, no sentido Consolação

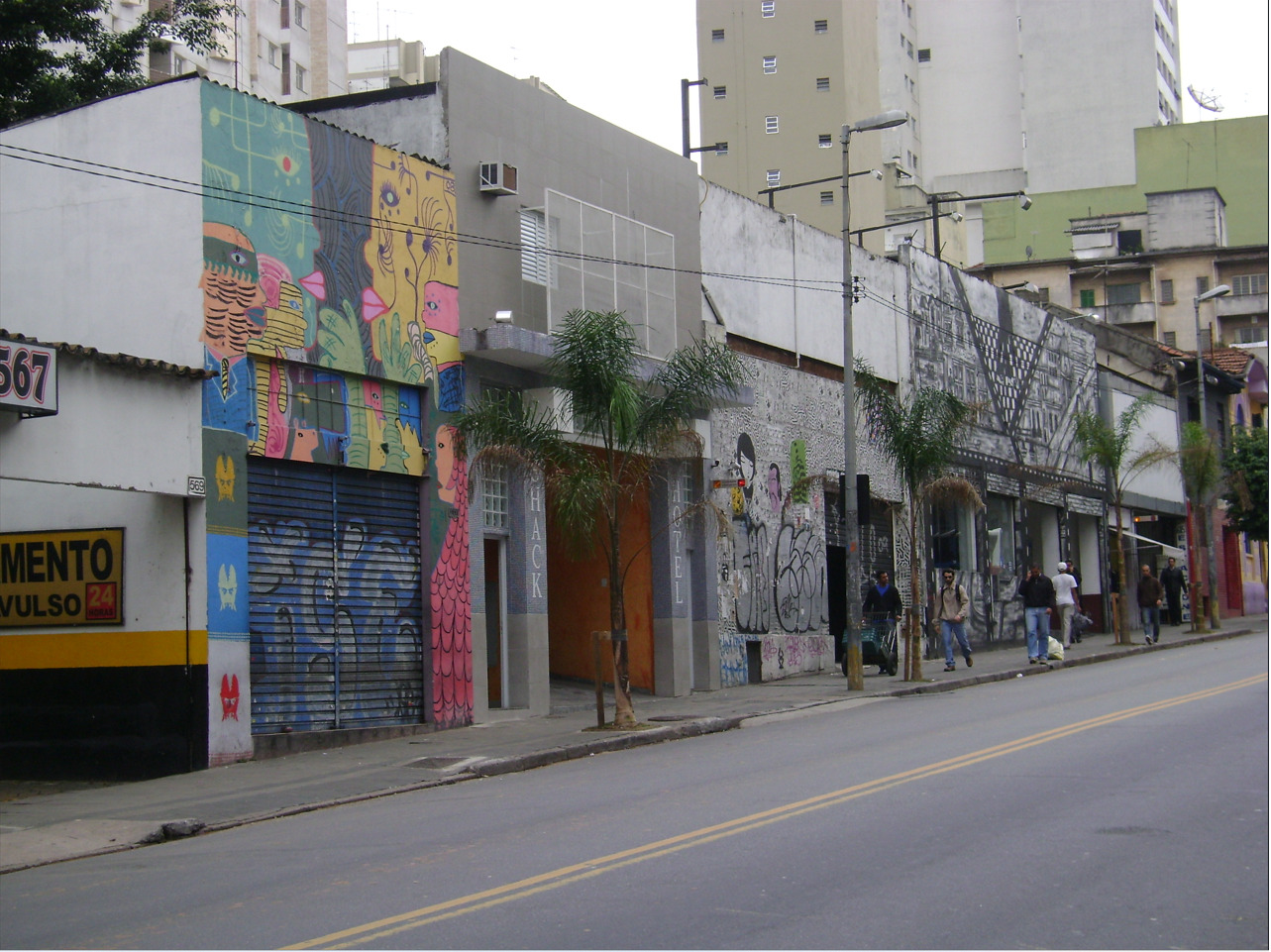
Imagem da rua Augusta

Na década de 70 a rua Augusta perdeu seu prestígio e comércio por conta da abertura de shoppings centers na cidade de São Paulo. Nessa época também foram abertos diversos prostíbulos em seu entorno. A rua modernizou-se em 1993 com a abertura do cinema Espaço Unibanco. A partir da década de 2000, a Rua Augusta voltou a ser parte da vida noturna dos jovens. Nessa época a Augusta abriu o Vegas Club, The Pub, Club Noir, o Comedy Club Comedians, primeiro clube de comédias do Brasil, YO restaurante, entre outros.  Seu entorno está movimentado por bares, restaurantes, casas noturnas, lojas e os antigos prostíbulos.